# إريك كرافت
إريك كرافت (بالإنجليزية: Eric Kraft)‏ (1944)؛ روائي أمريكي.